# Catecolamina
Les catecolamines són un grup de substàncies que inclouen l'adrenalina, la noradrenalina i la dopamina, les quals són sintetitzades a partir de l'aminoàcid tirosina. Contenen un grup de catecol i un grup amino.
Les catecolamines poden ésser produïdes a les glàndules suprarenals, i exerceixen una funció hormonal, o en les terminacions nervioses, i per això es consideren neurotransmissores. La tirosina, que s'utilitza com a font per a les neurones catecolaminèrgiques (productores de catecolamines), n'és la precursora
Les catecolamines estan associades a l'estrès i a l'obesitat.

## L'estructura
Les catecolamines tenen l'estructura d'un anell de benzè, amb dos grups hidroxils, una cadena intermèdia i un grup amino terminal.

## El metabolisme

### La formació de catecolamines

Biosíntesi de les catecolamines

Les catecolamines es produeixen principalment a les cèl·lules cromafines de la medul·la adrenal i en les fibres postganglionars del sistema nerviós simpàtic. La tirosina hidroxilada (TH) es troba en totes les cèl·lules que sintetitzen catecolamines i és l'enzim de quantitat limitada a les seves rutes biosintètiques. La TH és una oxidasa d'acció combinada que utilitza l'oxigen molecular i la tirosina com a substrats, i la biopterina com a cofactor. Catalitza l'addició d'un grup hidroxil a la meta posició de la tirosina, i així és com forma 3,4-hidroxi-L-fenilalanina (L-dopa). Tot i que la disponibilitat de tirosina no limita ordinàriament la proporció de síntesi d'amines, el cofactor biopterina i l'oxigen podrien estar en concentracions subsaturades dins de les neurones que contenen catecolamines, i d'aquesta manera podrien tenir un paper molt important en la regulació de la biosíntesi de l'adrenalina. La següent reacció està catalitzada per la DOPA descarboxilasa, que passa L-Dopa a dopamina. Necessita fosfat de pirdoxal. El pas de dopamina a noradrenalina el catalitza la dopamina β-hidroxilasa, a partir d'ascorbat i oxigen. Per acabar, per tal que la noradrenalina passi a l'adrenalina s'utilitza feniletanolamina-N-metiltranferasa, que transfereix un grup metil d'un donador (S-adonosilmetionina) fins a l'adrenalina formant.
En condicions normals, la concentració de tirosina és suficient per mantenir saturada la tirosina hidroxilasa. La tirosina hidroxilasa és un tetràmer, i presenta la particularitat de poder hidroxilar la fenilalanina. La hidroxilació de fenilalanina dona com a resultat la tirosina. Això és útil en pacients afectats per fenilcetonúria (que tenen deficiència de fenilalanina hidroxilasa). La tirosina hidroxilasa podria ser-ne un substituent. Cada subunitat pesa 60.000 D.
La biosíntesi de catecolamines és un procés molt regulat. La regulació a llarg termini sol implicar una gran quantitat d'enzims reguladors. Aquesta biosíntesi regula la quantitat de tirosina hidroxilasa, i la quantitat de dopamina β-hidroxilasa. A vegades, es necessiten canvis a curt termini que es regulen per mecanismes diferents:
- L'enzim que catalitza l'etapa limitant de velocitat -tirosina hidroxilasa- és inhibida per la Dopa i la dopamina, perquè competeixen amb la biopterina pels llocs d'unió.

- La regulació de la tirosina hidroxilasa per fosforilació. En cada subunitat hi ha residus de serina (posicions 8, 19, 31, 40) que es fosforilen. Els residus 19 i 40 de serina causen un increment més important de l'activitat en ésser fosforilats. El residu 40 és fosforilat per la proteïna cinasa A, i el 10 per la CAM cinasa II. La despolarització del terminal augmenta l'activitat de la tirosina hidroxilasa, ja que entra calci que activa els enzims cinases. Una vegada les catecolamines s'han sintetitzat, es produeix l'emmagatzematge en l'interior de vesícules sinàptiques conegudes com a vesícules granulars o de nucli dens. A l'interior de les vesícules s'hi troben unes substàncies conegudes com a cromogramines, calci i ATP en alta concentració (1000mM). Les catecolamines estan formant complexes amb les cromagramines. També hi ha la dopamina β-hidroxilasa, per la qual cosa la síntesi de noradrenalina té lloc a l'interior de la vesícula; almenys una part. El sistema pel qual les catecolamines entren a les vesícules és un sistema antiport amb protons. El gradient de protons necessari el du a terme una proton-ATPasa bombant a l'interior protons, per la qual cosa el pH és de 5.5 aproximadament. Aquest sistema de captació té una àmplia especificitat de substrat, de manera que poden competir amb les catecolamines endògenes.

### La inactivació
Les catecolamines posseeixen una vida mitjana d'uns minuts quan circulen per la sang. El mecanisme d'inhibició de les catecolamines és de recaptació. Aquest mecanisme el tenen les neurones que l'alliberen i les cèl·lules glials circumdants. Existeixen diferents tipus de transport:
- NET (noradrenalina i adrenalina).

- DAT (dopamina).

- VMAT-2 (transportador de vesícules per carregar-les de catecolamina).

Els dos primers són dependents del gradient de sodi, que està dirigit cap a dins. Una vegada han estat recaptats a la terminal, són catabolitzats per la monoamino oxidasa (MAO), i el catecol-o-metiltransferasa (COMT). La COMT està en tots els teixits. La MAO es troba a la membrana externa dels mitocondris, i provoca la desaminació oxidativa.
Les monoamines són substrat de la MAO i passen a aldehids, i després arriben als aminoàcids gràcies a altres enzims. Hi ha dos MAO: la A i la B. La MAO-A desamina preferentment noradrenalina i serotonina. La MAO-B té un espectre més ampli. La MAO és nombrosa a l'intestí i al fetge, i catabolitza les amines de la dieta, impedint que entrin a la circulació general. Les amfetamines no són substrat de la MAO. La COMT fins i tot es troba als eritròcits, i es localitza a la membrana plasmàtica. Transfereix un grup metil des de la 5-adenosilmetionina fins a l'anell catecol, al grup 3 de l'anell. L'àcid homovanílic és el metabòlit més important del catabolisme de la dopamina. Del catabolisme és el 3-metoxi-4-hidroxifeniglicol si parlem de la noradrenalina, al líquid cefalorraquidi. Per saber l'índex de recanvi de noradrenalina al sistema nerviós central no val mesurar l'orina, perquè els nivells no seran iguals (ja que existeix la contribució del simpàtic a l'orina, ja que la noradrenalina fa de neurotransmissor al simpàtic).

### Els receptors
Hi ha molts processos clau d'alliberació de catecolamines:
- Els receptors adrenèrgics (noradrenalina i adrenalina): aquests dos neurotransmissors tenen una gran diversitat d'efectes, que s'explica per la presència de diferents receptors, que en cada tipus de cèl·lula estan acoblats en vies de transducció diferents. En el múscul llis pot produir contracció si s'activen els receptors α, i es relaxen si actuen sobre els receptors β2. Als vasos sanguinis produeixen vasoconstricció i vasorelaxació. Als bronquis produeixen broncodilatació -al revés que en els vasos-. Al tub digestiu provoca constricció i relaxació. Al cor augmenta la freqüència cardíaca i la seva intensitat; i incrementa el cabal cardíac. Els receptors adrenèrgics estan estructuralment relacionats, però tenen diferents segons missatges. Es distingeixen receptors α i β; adrenalina i noradrenalina són agonistes i antagonistes. El receptor α pot ser α1 o α2. L'α1 pot ser A, B o D. Aquests tres es diferencien en els antagonistes, la localització, l'estructura i el mecanisme efector (adenilat ciclasa). En aquest cas, l'important és que en cada lloc de l'organisme l'adenilat ciclasa causa un efecte diferent. Els β poden ser 1, 2 o 3. Difereixen en els antagonistes en les característiques. Tot i això, els 3 estimulen l'adenalit-ciclasa.

- Els receptors dopaminèrgics: són, igual que els anteriors, metabotròpics. Poden ésser D1, D2, D3, D4 i D5. Els D2 poden ésser S (short) o L (long). Els D1 i D5 estimulen l'adenilat-ciclasa. Els altres tres la inhibeixen, però els D2 i D4 activen els canals de potassi. Els D2 poden inhibir un canal de calci. A part de l'antagonista comú (dopamina), cada canal té els seus propis agonistes. Alguns, com el sulpiril i la clozapina tenen efectes antipsicòtics. El AMPc activa la proteïna quinasa A, que pot provocar resposta a curt termini, o bé a llarg termini a través del factor de transcripció, de manera directa o indirecta. Aquesta última està intervinguda pel gen de resposta immediata (IEG). A curt termini és fosforilació, i a llarg termini és alternant l'expressió gènica. També hi ha receptors en la terminal presinàptica (autoreceptors), i també en altres terminals presinàptiques que no alliberen dopamina. Els D4 i D2 són els que demostren aquesta característica.

## Les funcions
Dues catecolamines, la noradrenalina i la dopamina, actuen com neurotransmissors en el sistema nerviós central i com a hormones en el torrent sanguini. Les catecolamines causen generalment canvis fisiològics que preparen el cos per a l'activitat física.

### Les disfuncions
Les disfuncions en les vies catecolaminèrgiques són trastorns bipolars i d'esquizofrènia. La primera evidència d'això es va obtenir amb els inhibidors de la MAO, que tenien efectes antidepressius. Els antidepressius tricíclics són inhibidors de sistemes de recaptació d'alta afinitat, principalment la noradrenalina. Això ha portat a formular la teoria catecolaminèrgica d'aquests trastorns: "certs desordres de les vies catecolaminèrgiques al sistema nerviós porten a la depressió". En canvi, un augment de l'activitat provocaria la fase maníaca. Això ho fan, per exemple, les amfetamines, ja que competeixen pels llocs de recaptació de la noradrenalina. De manera més recent, s'ha utilitzat també la serotonina. La fluoxetina és un fàrmac que bloqueja la recaptació de serotonina -que tracta la depressió-. Les malalties psicòtiques milloren amb fàrmacs del sistema dopaminèrgic. S'ha relacionat les vies dopaminèrgiques com a component de l'esquizofrènia, que són altes concentracions de dopamina. Es tracten amb els antagonistes de la via, o sigui, sulfiril i clozapina.

### Les funcions motrius
Quant a les funcions motrius, la dopamina està implicada en la malaltia de Parkinson. Hi ha una degeneració de les neurones de la substància negra. Des de la substància negra hi ha dues vies que es dirigeixen als ganglis basals -dels quals destaca el nucli caudat-, que té un paper en el control del moviment. El nucli caudat modula el tàlem, i des d'aquí hi ha una innervació que controla l'escorça motriu. Així doncs, es talla la modulació de la dopamina entre la substància negra i el nucli caudat. La dopamina no travessa la barrera hematoencefàlica, de manera que s'utilitza la L-Dopa, que sí que ho fa i, a partir d'aquesta s'aconsegueix una millora, encara que no es corregeix.

## Les catecolamines sobre el sistema immunitari
Les investigacions han revelat que amb l'estrès es disparen els nivells de catecolamines, i que els limfòcits tenen receptors adrenèrgics. Quan s'incuba norepinefrina o epinefrina, es veu la capacitat de proliferació davant de la fitohemaglutinina (PHA) o concavalina A (ConA), i es comprova que a 10-4 M s'inhibeix la producció de limfòcits T, però que en concentracions de 10-8 M, i en presència de la hidrocortisona, s'estimula la proliferació d'aquests limfòcits T. Aquest efecte s'inhibeix si s'afegeix fentolamina -que bloqueja receptors α-. Es va veure que en concentracions molt baixes d'epinefrina, que aparentment no exercien efectes sobre la proliferació, estimulaven aquesta proliferació quan s'hi afegia propranolol -bloquejant de receptors β-. En conclusió, les respostes a concentracions altes s'inhibeixen amb propanolol, així que es necessiten receptors β. Els receptors β i α són antagònics. Se sol dir que les vies de AMPc són inhibidores i les GMPc activadores. Tot això només funciona amb la proliferació dels limfòcits T. En altres casos això no hauria d'ésser cert.

### L'efectein vitrode les catecolamines sobre els macròfags
Només les concentracions de 10-12 M augmenten significativament les quimiotaxis de macròfags. Però els receptors α són més importants en aquest procés. Les concentracions farmacològiques (altes) o fisiològiques de norepinefrina estimulen la capacitat fagocítica dels macròfags, llevat que un dels receptors estigui bloquejat. Quant a la capacitat microbicida, es necessita l'efecte de sumació conjunt de receptors α i β.
Se suposa que la quimiotaxi necessita menys concentració de norepinefrina que la fagocitosi perquè als vasos no n'hi ha gaire quantitat, però quan els macròfags són atrets al focus infecciós, l'epinefrina i la norepinefrina actuen autocrinament sobre les cèl·lules i augmenten la concentració en un lloc localitzat. Les concentracions de 10-5 a 10-12 M són, a més, quimioatraients pels fagòcits.

### La quimiotaxi dels limfòcits en els òrgans immunocompetents
Quan estan confinats en un òrgan limfoide, amb molta concentració de norepinefrina, els limfòcits romanen allà, acumulant-se, per si es produeix una infecció quan acabin de madurar.

### Els efectesin vitrode les catecolamines en les cèl·lules NK
Les concentracions superiors o iguals a 10-7 M de norepinefrina inhibeixen la proliferació NK. Les inferiors a 10-7 M l'estimulen sota unes determinades circumstàncies. S'ha vist que aquest efecte influeix directament sobre les cèl·lules NK i no sobre les cèl·lules tumorals.

### El model d'actuació de les catecolaminesin vivoen resposta a limfòcits
L'actuació es divideix en tres fases temporals: la fase inductiva, la proliferativa i l'efectora.
- La fase inductiva: la noradrenalina alliberada per les terminacions nervioses estimula la fagocitosi i la presentació antigènica, així com la col·laboració cel·lular en general a través de receptors α i β adrenèrgics. S'afavoreix l'inici de la resposta immunitària. Les citocines produïdes pels macròfags -fonamentalment la IL-1- inhibeixen l'acció de la noradrenalina i en disminueixen la concentració.

- La fase proliferativa: són concentracions baixes de noradrenalina a través de receptors α les que estimulen la proliferació dels limfòcits T. Segreguen IL-2 que també estimula la producció de la noradrenalina. Les concentracions de la noradrenalina altes per receptors β inhibeixen la proliferació dels limfòcits, de manera que s'atura i regula la resposta proliferativa.

- La fase efectora: la noradrenalina, a través de receptors β, disminueix la producció d'anticossos o l'activitat de limfòcits citotòxics (CTL).